# IPhone
iPhone là dòng điện thoại thông minh được sản xuất bởi Apple Inc. sử dụng hệ điều hành iOS di động của riêng Apple. Chiếc iPhone thế hệ đầu tiên được CEO Apple lúc bấy giờ là Steve Jobs công bố vào ngày 9 tháng 1 năm 2007. Kể từ đó, Apple đã phát hành các mẫu iPhone và cập nhật iOS mới hàng năm. Tính đến ngày 1 tháng 11 năm 2018, đã có hơn 2,2 tỷ chiếc iPhone được bán ra. Tính đến năm 2022, iPhone chiếm 15,6% thị phần điện thoại thông minh toàn cầu.
iPhone là chiếc điện thoại di động đầu tiên sử dụng công nghệ cảm ứng đa điểm Kể từ khi ra mắt, iPhone đã có màn hình lớn hơn, quay video, khả năng chống nước và nhiều tính năng trợ năng. Cho đến iPhone 8 và 8 Plus, iPhone đều có một nút duy nhất trên bảng điều khiển phía trước với cảm biến vân tay Touch ID. Kể từ iPhone X, các mẫu iPhone đã chuyển sang thiết kế màn hình phía trước gần như không viền với nhận dạng khuôn mặt Face ID và chuyển đổi ứng dụng được kích hoạt bằng cử chỉ. Touch ID vẫn được sử dụng cho dòng iPhone SE giá rẻ.
iPhone là một trong hai nền tảng điện thoại thông minh lớn nhất thế giới cùng với Android, và là một phần lớn của thị trường xa xỉ. iPhone đã tạo ra lợi nhuận lớn cho Apple, biến nó thành một trong những công ty đại chúng có giá trị nhất thế giới. iPhone thế hệ đầu tiên được mô tả là một "cuộc cách mạng" cho ngành công nghiệp điện thoại di động và các mẫu sau đó cũng nhận được nhiều lời khen ngợi. Tính đến tháng 1 năm 2017, App Store của Apple chứa hơn 2,2 triệu ứng dụng cho iPhone.

## Lịch sử
Phiên bản iPhone đầu tiên ra mắt ngày 09 tháng 1 năm 2007 và lên kệ bán vào ngày 29 tháng 6 năm 2007 . Bên cạnh tính năng của một máy điện thoại thông thường (hoạt động trên bốn băng tần GSM và EDGE), iPhone còn được trang bị màn hình cảm ứng, camera, khả năng chơi nhạc và chiếu phim (tương tự iPod), trình duyệt web,... Phiên bản thứ hai là iPhone 3G ra mắt tháng 7 năm 2008, được trang bị thêm hệ thống định vị toàn cầu (GPS), mạng 3G tốc độ cao (HSDPA).
iPhone 3GS, phiên bản thứ ba, được công bố vào ngày 8 tháng 6 năm 2009. Ngày 19 tháng 6, phiên bản mới này đã được phân phối tại Mỹ, Việt Nam, Canada và một số nước châu Âu; ngày 26 tháng 6 có mặt tại Úc; sau đó, phiên bản quốc tế của iPhone 3GS cũng được phát hành vào tháng 7 và tháng 8 năm 2009. Thay đổi đáng kể nhất là trong phiên bản điện thoại mới này là Apple đã nâng cao hiệu năng của máy (S trong 3GS là Speed - Tốc độ). iPhone 3GS được trang bị bộ vi xử lý tốc độ 600 MHz (gấp gần 1,5 lần so với iPhone 3G), bộ nhớ trong lên đến 32 GB, camera 3.15 MP, tích hợp la bàn số và hàng loạt tính năng đáng giá được nâng cấp khác như tốc độ Wi-Fi, thời lượng pin, v.v...
Trước đó, ngày 17 tháng 3 năm 2009, Apple cũng đã thông báo phiên bản 3.0 của hệ điều hành cho iPhone (và iPod Touch) và đã được ra mắt chính thức vào ngày 17 tháng 6 năm 2009.
iPhone 4 được công bố ra đời tháng 6 năm 2010. Trong phiên bản này iPhone đã được thiết kế lại, vuông vắn và có khía cạnh hơn. Về chức năng đáng chú ý, iPhone 4 có chức năng quay video HD, màn hình Retina trong và nét hơn gấp 4 so với các màn hình đời trước và chức năng FaceTime (gọi và thấy người gọi qua Wi-Fi).
Kế tiếp truyền thống của Apple, iPhone 4S được ra mắt vào ngày 04 tháng 10 năm 2011 là sản phẩm kế thừa sự thành công của iPhone 4. Chữ S trong iPhone 4S có nghĩa là Siri - trợ lý ảo đầu tiên được áp dụng trên smartphone.
iPhone 5 ra mắt ngày 21 tháng 9 năm 2012 sử dụng hệ điều hành iOS 6 với nhiều cải tiến mạnh mẽ.
iPhone 5S (Chữ S trong iPhone 5S là Secure - bảo mật) cùng với iPhone 5C (chữ C trong iPhone 5C nghĩa là Color - màu sắc, chứ không phải từ Cheap - giá rẻ như nhiều người thường nghĩ) ra mắt ngày 10 tháng 9 năm 2013 với hệ điều hành iOS 7 và cảm biến vân tay Touch ID mới lần đầu xuất hiện.
Apple lần đầu tiên phá vỡ nguyên tắc chung của hãng khi giới thiệu 2 chiếc smartphone màn hình lớn là iPhone 6 và iPhone 6 Plus được giới thiệu vào ngày 9 tháng 9 năm 2014, và phát hành vào ngày 19 tháng 9 năm 2014. Sở hữu màn hình lần lượt là 4,7 inch và 5,5 inch, bộ đôi iPhone 6 và 6 Plus đã trở thành chiếc iPhone màn hình lớn nhất từ trước đến nay mà Apple từng sản xuất.
iPhone 6S và iPhone 6S Plus được ra mắt vào ngày 09 tháng 9 năm 2015 với thiết kế không đổi từ dòng iPhone 6 / 6 Plus, được bổ sung các tính năng mới và nâng cấp phần cứng. Nổi bật nhất phải kể đến tính năng 3D Touch - cảm ứng theo lực nhấn để mở nhanh các menu ứng dụng và sự xuất hiện của màu sắc mới là màu Rose Gold (vàng hồng) đã và đang trở thành xu hướng mới cho màu sắc điện thoại thông minh ngày nay.
iPhone SE được Apple giới thiệu vào ngày 22 tháng 3 năm 2016 được xem là phiên bản nâng cấp của iPhone 5S bởi thiết kế không đổi. Tuy nhiên, Apple đã nâng cấp phần cứng của máy mạnh mẽ bằng với bộ đôi iPhone 6S và 6S Plus. iPhone SE cũng được trang bị thêm màu Rose Gold thời thượng, đây cũng là đặc điểm dễ nhận dạng nhất của iPhone SE khi so sánh với iPhone 5S.
iPhone 7 / 7 Plus được Apple giới thiệu vào ngày 7 tháng 9 năm 2016 là sản phẩm xuất hiện gần cuối trong lễ ra mắt, nhưng bộ đôi iPhone thế hệ mới của Apple lại gây được nhiều chú ý nhất. Apple cũng chính thức loại bỏ phiên bản dung lượng 16GB và thay thế bằng model thấp nhất 32GB. Bên cạnh đó, người dùng có hai lựa chọn dung lượng cao 128GB và 256GB như máy tính bảng iPad Pro.
Camera là trang bị được Apple dành nhiều thời gian chia sẻ nhất trên iPhone 7. Hãng tự tin cho biết iPhone thế hệ mới có camera hàng đầu. Trong đó, iPhone 7 mang đến cho người dùng iPhone trải nghiệm chụp hình gần với máy ảnh chuyên nghiệp DSLR. Camera kép lần đầu được Apple sử dụng, nhưng chỉ có trên phiên bản Plus, đem lại tính năng Zoom như ống kính quang học trên máy ảnh, cho phép zoom quang 2× và zoom số 10×. Tính năng làm mờ hậu cảnh tạo ra hiệu ứng bokeh khi chụp ảnh chân dung, cận cảnh... Tất cả có được nhờ vào hệ thống camera kép cùng độ phân giải 12 megapixel nhưng một có tiêu cự 28 mm và một có tiêu cự 56 mm.
Dù chỉ duy trì camera dạng đơn, khả năng chụp hình trên phiên bản nhỏ iPhone 7 cũng được Apple đề cao với những nâng cấp cả phần cứng lẫn phần mềm. Cảm biến mới lớn hơn 50%, khẩu độ lớn hơn lên tới ƒ/1.8 và sử dụng đèn flash QuadLED. Phần mềm chụp hình trên iOS 10 cho phép lưu ảnh dưới định dạng RAW, thứ mà nhiều smartphone Android đã hỗ trợ. Và đáp ứng cho trào lưu selfie, camera trước trên bộ đôi iPhone 7 có bước tiến lớn về độ phân giải khi đều được nâng lên 7 megapixel, từ 5 megapixel như ở 6S năm ngoái.
Vào 0:00 phút sáng ngày 13/9/2017, Apple đã tung ra bộ ba mẫu iPhone mới là iPhone 8, iPhone 8 Plus và iPhone X. Về bộ đôi iPhone 8 & 8 Plus, Apple chỉ phát hành ba màu là Gold, Silver và Space Gray. Apple cũng đưa ra phiên bản dung lượng thấp nhất là 64GB, và cao nhất là 256GB cho hai bộ đôi này. Chúng có thiết kế kính mới, cải tiến camera, màn hình True Tone, sạc không dây và cải thiện hiệu năng hệ thống.
Về phần iPhone X, thế hệ mới này được trang bị cụm camera xếp dọc ở sau, tính năng nhận diện khuôn mặt được đặt tên là "Face ID" với tính năng theo dõi khuôn mặt được sử dụng cho Animoji, màn hình OLED không viền có mật độ điểm ảnh cao nhất trên iPhone, ống kính tele mới hoạt động tốt hơn trong điều kiện thiếu sáng và camera cải tiến cho AR và đồng thời loại bỏ nút Home và thiết kế tai thỏ mới .
Vào ngày 12 tháng 9 năm 2018, Apple đã chính thức trình làng iPhone XS, XS Max và XR tại nhà hát Steve Jobs, Apple Park. XS và XS Max có màn hình Super Retina cải tiến hỗ trợ Dolby Vision và HDR10 với XS Max có màn hình lớn hơn 6,5 ", camera cải tiến với Smart HDR và chip A12 Bionic. iPhone XS và XS Max được nâng cấp lên tiêu chẩn chống nước chống bụi IP68 (cho phép các thiết bị ngâm nước tại độ sâu lên tới 2 mét trong thời gian 30 phút), trong khi đó iPhone XR vẫn giữ tiêu chuẩn IP67 giống iPhone X và có màn hình IPS LCD thay vì OLED trong các mẫu cao cấp hơn.
Vào ngày 10 tháng 9 năm 2019, Apple đã chính thức ra mắt iPhone 11 tại Nhà hát Steve Jobs, cùng với iPhone 11 Pro và iPhone 11 Pro Max.
iPhone 11 Pro và iPhone 11 Pro Max được trang bị màn hình OLED với độ phân giải HDR , còn với iPhone 11 thì được trang bị màn hình LCD và không hỗ trợ HDR. Bộ 3 sản phẩm được nâng cấp với chế độ chụp đêm Night Mode cùng Deep Fusion. Camera trước được nâng độ phân giải từ 7MP lên thành 12MP. Cả 3 sản phẩm đều được trang bị chip A13 Bionic và hỗ trợ công nghệ Wifi 6 (802.11ax).
Vào ngày 15 tháng 4 năm 2020, Apple đã chính thức ra mắt iPhone SE (thế hệ thứ 2). Đây là mẫu iPhone đầu tiên trong dòng sản phẩm không được công bố rộng rãi bằng một cuộc hội nghị mà chỉ công bố lặng lẽ trên website của hãng.
Vào ngày 13 tháng 10 năm 2020, Apple đã chính thức ra mắt bộ tứ iPhone 12 Mini, iPhone 12, iPhone 12 Pro, iPhone 12 Pro Max tại Apple Park dưới hình thức online do ảnh hưởng của COVID-19.
iPhone 12 Mini, iPhone 12, iPhone 12 Pro, iPhone 12 Pro Max là 4 chiếc iPhone đầu tiên của hãng hỗ trợ mạng di động 5G. Apple đã thay đổi thiết kế của iPhone từ khung viền bo tròn thành khung viền vuông vức như những dòng iPhone 5 và sử dụng mặt kính trước Ceramic Shield. iPhone 12 Pro và iPhone 12 Pro Max được trang bị thêm cảm biến LiDAR và chế độ chụp chân dung ban đêm, đồng thời hỗ trợ công nghệ sạc MagSafe của Apple.
Ngoài ra, hộp của bộ tứ thiết bị iPhone 12 và các dòng iPhone sau đều đã được loại bỏ củ sạc.
Vào ngày 14 tháng 9 năm 2021, Apple đã chính thức ra mắt 4 chiếc iPhone mới của hãng bao gồm iPhone 13 Mini, iPhone 13, iPhone 13 Pro, iPhone 13 Pro Max . Các cụm Camera trên bộ 4 iPhone mới của Apple đều to hơn một chút so với thế hệ tiền nhiệm và phần tai thỏ ở mặt trước cũng được làm nhỏ hơn. Đối với iPhone 13 Pro và iPhone 13 Pro Max, Apple đã nâng cấp bộ nhớ tối đa của máy lên đến 1TB. Đi cùng với đó là tần số quét của dòng iPhone 13 cũng đã được nâng cấp lên 120 Hz.

## Các mẫu điện thoại
34 mẫu iPhone đã được sản xuất. Các mẫu in đậm là thiết bị thuộc thế hệ mới nhất.

### Thiết bị hiện tại
- iPhone 12 (2020–nay)
- iPhone 13 (2021–nay)
- iPhone 13 Mini (2021–nay)
- iPhone SE (thế hệ thứ 3) (2022–nay)
- iPhone 14 (2022–nay)
- iPhone 14 Plus (2022–nay)
- iPhone 14 Pro (2022–nay)
- iPhone 14 Pro Max (2022–nay)
- iPhone 15 (2023 - nay)
- iPhone 15 Plus (2023 - nay)
- iPhone 15 Pro (2023 - nay)
- iPhone 15 Pro Max (2023 - nay)
- iPhone 16 (2024 - nay)
- iPhone 16 Plus (2024 - nay)
- iPhone 16 Pro (2024 - nay)
- iPhone 16 Pro Max (2024 - nay)
- iPhone 16e (2025 - nay)

### Thiết bị cũ
- iPhone 2G (2007–2008)
- iPhone 3G (2008–2010)
- iPhone 3GS (2009–2012)
- iPhone 4 (2010–2013)
- iPhone 4S (2011–2014)
- iPhone 5 (2012–2013)
- iPhone 5C (2013–2015)
- iPhone 5S (2013–2016)
- iPhone 6 (2014–2016)
- iPhone 6 Plus (2014–2016)
- iPhone 6S (2015–2018)
- iPhone 6S Plus (2015–2018)
- iPhone SE (thế hệ thứ nhất) (2016–2018)
- iPhone 7 (2016–2019)
- iPhone 7 Plus (2016–2019)
- iPhone 8 (2017–2020)
- iPhone 8 Plus (2017–2020)
- iPhone X (2017–2018)
- iPhone XR (2018–2021)
- iPhone XS (2018–2019)
- iPhone XS Max (2018–2019)
- iPhone 11 (2019–2022)
- iPhone 11 Pro (2019–2020)
- iPhone 11 Pro Max (2019–2020)
- iPhone SE (thế hệ thứ 2) (2020–2022)
- iPhone 12 (2020-2022)
- iPhone 12 Mini (2020–2022)
- iPhone 12 Pro (2020–2022)
- iPhone 12 Pro Max (2020–2022)
- iPhone 13 (2021 - nay)
- iPhone 13 Pro (2021– nay)
- iPhone 13 Pro Max (2021– nay)

| Dòng thời gian của các mẫu iPhone         |
| ----------------------------------------- |
| Xem thêm: Timeline of Apple Inc. products |

Nguồn: Apple Newsroom Archive

## Sản xuất
Cho đến iPhone 4, tất cả các thiết bị iPhone và các thiết bị khác, chẳng hạn như iPod Touch và iPad, đều được sản xuất bởi Foxconn, có trụ sở tại Đài Loan. Năm 2011, CEO mới Tim Cook đã thay đổi chiến lược sản xuất của Apple để đa dạng hóa các nhà cung cấp. iPhone 4s vào năm 2012 là mẫu máy đầu tiên được sản xuất đồng thời bởi hai công ty độc lập: Foxconn và Pegatron, đều có trụ sở tại Đài Loan. Mặc dù Foxconn vẫn sản xuất nhiều iPhone hơn, nhưng đơn đặt hàng của Pegatron đã được tăng dần: công ty đã sản xuất một phần dòng iPhone 5c vào năm 2013 và 30% thiết bị iPhone 6 vào năm 2014. Mẫu 6 Plus được sản xuất độc quyền bởi Foxconn. Năm 2019, Apple đã điều tra các báo cáo cho rằng một số quản lý của Foxconn đã sử dụng các bộ phận bị loại bỏ để lắp ráp iPhone. Tại Ấn Độ, Apple trả tiền cho Wistron, một nhà sản xuất có trụ sở tại Đài Loan với nhà máy gần Bangalore, để lắp ráp iPhone bán trong khu vực.
Năm 2022, Apple thông báo rằng một phần iPhone 14 sẽ được sản xuất tại Tamil Nadu, Ấn Độ, như một phản ứng trước chính sách "zero-COVID" của Trung Quốc, vốn đã ảnh hưởng tiêu cực đến chuỗi cung ứng toàn cầu của nhiều ngành công nghiệp. Apple đã tuyên bố rằng họ có kế hoạch chuyển 25% sản lượng iPhone sang Ấn Độ vào năm 2025.

## Phần cứng
Apple trực tiếp hợp đồng phụ sản xuất phần cứng cho các công ty OEM bên ngoài, duy trì mức độ kiểm soát cao đối với sản phẩm cuối cùng. iPhone chứa hầu hết các bộ phận phần cứng của một chiếc điện thoại thông minh hiện đại thông thường. Một số yếu tố phần cứng, chẳng hạn như 3D Touch và Taptic Engine, là độc nhất của iPhone. Phần cứng chính của iPhone là màn hình cảm ứng, với các mẫu hiện nay cung cấp màn hình từ 4,7 inch trở lên. Tất cả các iPhone đều bao gồm một camera phía sau; camera phía trước có từ iPhone 4. iPhone 7 Plus đã giới thiệu nhiều ống kính cho camera phía sau. Một loạt các cảm biến cũng được tích hợp trên thiết bị, chẳng hạn như cảm biến tiệm cận, cảm biến ánh sáng xung quanh, gia tốc kế, con quay hồi chuyển, từ kế, cảm biến nhận diện khuôn mặt hoặc cảm biến vân tay (tùy thuộc vào mẫu) và áp kế. Năm 2022, Apple đã bổ sung thêm tính năng liên lạc vệ tinh vào iPhone, với việc phát hành iPhone 14 và iPhone 14 Pro.

## Phần mềm

### Hệ điều hành
iPhone chạy hệ điều hành iOS. Hệ điều hành này được xây dựng dựa trên Darwin của macOS và nhiều API của nó, với Cocoa được thay thế bằng Cocoa Touch và AppKit được thay thế bằng UIKit. Ngăn xếp đồ họa chạy trên Metal, API đồ họa cấp thấp của Apple. iPhone đi kèm với một bộ ứng dụng được phát triển bởi Apple, và hỗ trợ tải xuống ứng dụng của bên thứ ba thông qua App Store.
Apple cung cấp các bản cập nhật iOS miễn phí qua mạng hoặc thông qua Finder và iTunes trên máy tính. Các bản phát hành iOS chính thường đi kèm với các mẫu iPhone mới.

### App Store và ứng dụng của bên thứ ba
Tại WWDC 2007 vào ngày 11 tháng 6 năm 2007, Apple đã thông báo rằng iPhone sẽ hỗ trợ các ứng dụng web Ajax của bên thứ ba có giao diện giống với giao diện của iPhone. Vào ngày 17 tháng 10 năm 2007, Steve Jobs, trong một lá thư ngỏ được đăng trên blog web "Hot News" của Apple, đã thông báo rằng một bộ công cụ phát triển phần mềm (SDK) sẽ được cung cấp cho các nhà phát triển bên thứ ba vào tháng 2 năm 2008. iPhone SDK đã được chính thức công bố và phát hành vào ngày 6 tháng 3 năm 2008. App Store đã được ra mắt cùng với việc phát hành iPhone OS 2.0 vào ngày 11 tháng 7 năm 2008.
Apple yêu cầu tất cả các ứng dụng của bên thứ ba phải được tải xuống từ App Store, ngoại trừ các ứng dụng ad-hoc được sử dụng trong doanh nghiệp. Các nhà phát triển phải trả một khoản phí hàng năm là 99 đô la Mỹ trong khuôn khổ Chương trình dành cho nhà phát triển của Apple; nếu thời hạn thành viên của họ hết hạn, ứng dụng của họ sẽ bị xóa khỏi App Store, mặc dù người dùng hiện tại vẫn có thể tải lại ứng dụng. Các nhà phát triển có thể phát hành ứng dụng miễn phí hoặc ứng dụng trả phí mà Apple sẽ lấy 30% số tiền thu được. Các nhà phát triển có doanh thu hàng năm dưới 1 triệu đô la Mỹ sẽ đủ điều kiện tham gia Chương trình doanh nghiệp nhỏ của App Store, với Apple chỉ lấy 15% phí.
Mặc dù iOS có thị phần thấp hơn nhiều so với Android, nhưng hệ sinh thái ứng dụng của nó được đánh giá là vượt trội, với các ứng dụng chất lượng cao hơn và nhiều bản phát hành độc quyền cho iOS hơn. Sự phân mảnh phiên bản của Android, phần cứng kém đồng nhất hơn và doanh thu ứng dụng thấp hơn được coi là những yếu tố chính dẫn đến điều này.
Tất cả các ứng dụng đều phải qua quá trình kiểm duyệt ứng dụng của Apple trước khi được phân phối trên App Store. Apple cũng có thể ngừng phân phối các ứng dụng mà họ cho là không phù hợp. Ví dụ, vào năm 2009, Apple từ chối ứng dụng Newspapers do trang 3 của The Sun có hình ảnh "phản cảm" của các cô gái khỏa thân.  Vào năm 2018, Apple đã loại bỏ Tumblr khỏi App Store, với lý do nội dung bất hợp pháp, khiến Tumblr phải cấm tất cả nội dung người lớn trên nền tảng của họ. Quá trình kiểm duyệt của App Store đã bị các nhà phát triển chỉ trích là "khó chịu", "chống cạnh tranh" và "vô lý".
Người dùng cũng có thể cài đặt các ứng dụng gốc bên ngoài App Store thông qua jailbreak. Jailbreak có thể gây ra các vấn đề về bảo mật và không được Apple hỗ trợ.
Tính đến  tháng 10 năm 2013, Apple đã vượt qua 60 tỷ lượt tải xuống ứng dụng. Tính đến  tháng 9 năm 2016, đã có hơn 140 tỷ lượt tải xuống ứng dụng từ App Store. Tính đến  tháng 1 năm 2017, App Store có hơn 2,2 triệu ứng dụng cho iPhone.

### Jailbreak
Apple hạn chế việc cài đặt các ứng dụng của bên thứ ba không được phê duyệt và không cho phép truy cập đầy đủ vào hệ thống tệp của iPhone. Theo Jonathan Zittrain, sự xuất hiện của các thiết bị đóng như iPhone đã khiến máy tính trở nên độc quyền hơn so với thời đại PC. Jailbreak cho phép người dùng cài đặt các ứng dụng không có sẵn trên App Store, tùy chỉnh thiết bị của họ theo những cách mà Apple không cho phép và bỏ qua khóa SIM mà không cần sự chấp thuận của nhà mạn. Một số tinh chỉnh jailbreak sau đó đã được Apple sao chép và triển khai vào iOS, chẳng hạn như đa nhiệm, tiện ích và sao chép và dán.
Apple đã cố gắng sử dụng DMCA để chống lại jailbreak; tuy nhiên, vào năm 2010, Hoa Kỳ đã xác định jailbreak là hợp pháp.  iPhone đã jailbroken có nguy cơ nhiễm phần mềm độc hại cao hơn. Tại Hoa Kỳ, Apple không thể hủy bỏ bảo hành của iPhone chỉ vì jailbreak. Jailbreak dựa trên các lỗ hổng. Apple đã cải thiện bảo mật phần cứng và phần mềm của iPhone, khiến việc tìm thấy các lỗ hổng này trở nên khó khăn hơn; do đó, iPhone gần đây hiện không thể jailbreak được.

### Khả năng tiếp cận
iPhone có nhiều tính năng trợ năng để hỗ trợ người dùng có nhu cầu về thị giác, thính giác và vận động. iPhone có thể thông báo cho người dùng thông qua biểu ngữ trên màn hình, cảnh báo âm thanh, rung hoặc đèn flash LED; người dùng có thể tùy chỉnh các mẫu rung. Từ iOS 15, Siri có thể đọc to thông báo qua tai nghe và từ iOS 16, qua loa của thiết bị.
Người dùng có nhu cầu về vận động có thể sử dụng Assistive Touch để tùy chỉnh cách họ điều hướng qua các menu; nó có thể hỗ trợ những người dùng gặp khó khăn với một số cử chỉ, chẳng hạn như chụm, và thực hiện các cử chỉ này bằng cách chạm vào menu. Người dùng có thể tạo cử chỉ của riêng mình và tùy chỉnh bố cục của menu AssistiveTouch. Nếu người dùng gặp khó khăn khi nhấn nút Home, có thể thiết lập để nút này có thể được kích hoạt bằng cách chạm vào màn hình. Cử chỉ, chẳng hạn như xoay và lắc, vẫn có sẵn ngay cả khi thiết bị iOS được gắn trên xe lăn. Head Tracking có thể được sử dụng để điều khiển iPhone bằng các chuyển động khuôn mặt được camera trước nhận dạng.
Người dùng thị lực kém có thể bật VoiceOver, một trình đọc màn hình mô tả những gì có trên màn hình, trong khi Siri cho phép tương tác rảnh tay. iPhone cũng hỗ trợ màn hình chữ nổi không dây để giúp người dùng đọc giao diện của nó. Văn bản có thể được phóng to toàn hệ thống. Ứng dụng Magnifier sử dụng máy quét Lidar của iPhone để xác định các đối tượng, chẳng hạn như cửa, người và vật thể, và có thể mô tả chúng cho người dùng, cũng như khoảng cách của chúng. Door Detection có thể cảnh báo người dùng thông qua âm thanh, lời nói và phản hồi xúc giác.
Máy trợ thính thuộc chương trình Made for iPhone có thể được điều khiển từ iPhone. Các máy trợ thính này cũng có tính năng Live Listen, cho phép iPhone hoạt động như một micro định hướng, truyền âm thanh của nó đến các máy trợ thính tương thích. Live Listen có thể giúp người dùng nghe rõ cuộc trò chuyện trong phòng ồn ào hoặc nghe ai đó nói chuyện ở bên kia phòng. Apple đã tích hợp hỗ trợ Live Listen vào tất cả AirPods, cũng có thể truyền âm thanh từ micrô của iPhone được kết nối. Phụ đề kín và thiết bị TTY bên ngoài được hỗ trợ, trong khi Live Caption có thể phiên âm âm thanh trên tất cả các ứng dụng và hiển thị nó trên màn hình. Sound Recognition có thể nhận ra tiếng ồn xung quanh, bao gồm chuông cửa, ấm đun nước, nước chảy và tiếng trẻ khóc, và thông báo cho người dùng bằng cảnh báo trên màn hình.
Guided Access (Truy cập có hướng dẫn) giúp những người mắc chứng tự kỷ, ADHD hoặc các vấn đề về cảm giác tập trung vào một ứng dụng duy nhất. Với Guided Access, phụ huynh, giáo viên hoặc nhà trị liệu có thể hạn chế thiết bị iOS ở lại một ứng dụng bằng cách vô hiệu hóa nút Home và giới hạn thời gian sử dụng ứng dụng. Người dùng có thể hạn chế quyền truy cập vào bàn phím hoặc thao tác cảm ứng trên một số vùng của màn hình.

## Marketing
Chiếc iPhone ban đầu đã được quảng bá mạnh mẽ trước khi chính thức ra mắt, tạo ra tiếng vang và sự mong đợi. Khi phát hành, nó được tiếp thị mạnh mẽ trên các quảng cáo truyền hình, web và báo in được tạo ra với sự hợp tác của TBWA\Chiat\Day.
Vị thế thị trường cao cấp của Apple đã khiến iPhone được coi là một biểu tượng địa vị.
Hệ sinh thái Apple được mô tả là lợi thế cạnh tranh chính giúp tăng lòng trung thành với thương hiệu iPhone. iMessage đặc biệt được chú ý, với hiện tượng "bong bóng xanh lục". Trong iMessage, tin nhắn SMS từ người dùng Android hiển thị dưới dạng bong bóng màu xanh lục, thay vì bong bóng màu xanh lam được sử dụng cho tin nhắn từ những người dùng iPhone khác. Trò chuyện nhóm giữa iOS và Android không được hỗ trợ tốt; phản ứng được hiển thị dưới dạng văn bản, thay vì bong bóng, và hình ảnh được gửi qua MMS, làm giảm chất lượng hình ảnh. Một số thanh thiếu niên cho biết họ đã bị "xa lánh" sau khi chuyển sang sử dụng Android, mà Google đã dán nhãn là "bắt nạt". Điều này đã được các nhà phê bình mô tả là một yếu tố chính khiến 87% thanh thiếu niên Mỹ sử dụng iPhone.

## Sự riêng tư

### Ngăn chặn theo dõi
Apple đã giới thiệu App Tracking Transparency (ATT) với iOS 14.5 vào tháng 4 năm 2021. ATT yêu cầu các ứng dụng phải xin phép người dùng trước khi được phép theo dõi người dùng trên các ứng dụng và trang web khác. Nếu người dùng từ chối, ứng dụng không thể truy cập vào Identifier for Advertisers (IDFA) của Apple, một mã định danh được sử dụng để phục vụ quảng cáo được cá nhân hóa. ATT không ngăn chặn quảng cáo được cá nhân hóa dựa trên hành vi của người dùng trong chính ứng dụng đó. Tính năng này đã bị một số người chỉ trích là chống cạnh tranh, bao gồm Facebook, có cổ phiếu giảm 26% sau khi được tung ra. Apple miễn trừ các ứng dụng của riêng mình khỏi các biện pháp chống theo dõi của họ, điều này đã dẫn đến các cuộc điều tra chống độc quyền của chính phủ Pháp và Đức.

### Tranh cãi về theo dõi vị trí
Vào tháng 7 năm 2010, Apple tuyên bố rằng họ thu thập tọa độ GPS và mạng Wi-Fi gần đó của người dùng iPhone hai lần một ngày; một cuộc điều tra của The Wall Street Journal cho thấy Android gửi dữ liệu này "vài lần một giờ".
Vào tháng 9 năm 2010, chuyên gia pháp y Christopher Vance đã phát hiện ra một tệp không mã hóa ẩn có tên "consolidated.db" chứa bản ghi về vị trí của người dùng iPhone. Tệp này được thêm vào cùng với bản cập nhật iOS 4 tháng 6 năm 2010, mặc dù các phiên bản iOS trước đó đã lưu trữ thông tin tương tự trong một tệp có tên "h-cells.plist". Vào ngày 20 tháng 4 năm 2011, The Guardian đã công bố nghiên cứu của Alasdair Allen và Pete Warden, những người phát hiện ra rằng bất kỳ ai có quyền truy cập vật lý vào iPhone đều có thể lấy được bản ghi chi tiết về vị trí và di chuyển của chủ sở hữu trong năm qua. Hơn nữa, tệp này được iTunes tự động sao lưu lên bất kỳ máy tính nào mà iPhone được đồng bộ hóa. Một cuộc điều tra của Wall Street Journal cho thấy vị trí của người dùng vẫn được lưu trữ ngay cả khi tắt dịch vụ định vị. Cuộc tranh cãi đã dẫn đến sự giám sát của Quốc hội Hoa Kỳ và một cuộc điều tra của FCC, và được giới truyền thông gọi là "Locationgate".
Apple đã phản hồi vào ngày 27 tháng 4 năm 2011, tuyên bố rằng dữ liệu được sử dụng để lưu trữ bộ nhớ cache các điểm phát sóng Wi-Fi và tháp di động gần đó nhằm cải thiện tốc độ và độ chính xác định vị. Công ty cũng tuyên bố rằng việc thu thập vị trí khi tắt dịch vụ định vị và lưu trữ trong hơn một năm đều là lỗi. Apple đã phát hành bản cập nhật cho iOS (phiên bản 4.3.3 hoặc 4.2.8 cho iPhone 4 CDMA) giúp giảm kích thước bộ nhớ cache, mã hóa nó, ngừng sao lưu lên iTunes và xóa hoàn toàn bất cứ khi nào tắt dịch vụ định vị. Tuy nhiên, vào tháng 7 năm 2014, một báo cáo trên Đài Truyền hình Trung ương Trung Quốc thuộc sở hữu nhà nước đã gọi việc theo dõi iPhone là "mối quan ngại về an ninh quốc gia".
Hiện tại, iPhone có cơ sở dữ liệu "Vị trí thường xuyên" ghi lại nơi người dùng đã đến, cùng với thời gian chính xác họ đến và rời đi, làm dấy lên lo ngại rằng dữ liệu này có thể được sử dụng trong tòa án. Tính năng này có thể được tắt.

### Tranh cãi về an toàn trẻ em
Vào tháng 8 năm 2021, Apple đã công bố kế hoạch quét ảnh iCloud để tìm kiếm hình ảnh lạm dụng trẻ em (thông qua một thuật toán gọi là "NeuralHash"), và lọc các hình ảnh không tinh túy được gửi và nhận bởi trẻ em sử dụng iPhone (được gọi là "Conversation Safety"), dự kiến triển khai sau đó trong năm đó. Hơn 90 tổ chức về chính sách và quyền con người đã viết một bức thư mở lên án cả hai tính năng này. Kế hoạch của Apple để triển khai NeuralHash trên thiết bị thay vì trên đám mây đã khiến EFF và các chuyên gia bảo mật gọi nó là một "lối vào sau" có thể sau này mở rộng để phát hiện các loại nội dung khác và giảm đi quyền riêng tư của người dùng. Apple đã tuyên bố rằng hệ thống này đã bị "hiểu lầm", nhưng thông báo vào tháng 12 năm 2022 rằng tính năng quét ảnh sẽ không bao giờ được triển khai. Tính năng khác, Conversation Safety, đã được thêm vào trong iOS 15.2.

## Tiếp nhận và di sản
Chiếc iPhone đời đầu được mô tả là "mang tính cách mạng" "một thiết bị cầm tay đột phá", và "chiếc điện thoại tốt nhất mà bất kỳ ai từng tạo ra". Đây hiện là sản phẩm bán chạy nhất của Apple, được ghi nhận là đã giúp Apple trở thành một trong những công ty đại chúng có giá trị nhất thế giới vào năm 2011. Các phiên bản mới hơn cũng nhận được nhiều lời khen ngợi và giải thưởng.
Trước iPhone, điện thoại thông minh chủ yếu được sử dụng để nhắn tin, gọi điện và e-mail; các chức năng nâng cao hơn khó sử dụng hơn và bất tiện trên màn hình nhỏ. Chúng cũng khó phát triển và thiếu một hệ sinh thái ứng dụng sôi động như App Store (được phát hành vào năm 2008). Nhiều điện thoại đã được các nhà mạng di động tùy chỉnh cao, dẫn đến việc phân mảnh tính năng và ngăn cản những chiếc điện thoại này trở thành các nền tảng phần mềm phát triển mạnh. Ngược lại, iPhone SDK của Apple cung cấp nhiều API, giúp việc phát triển di động dễ dàng hơn nhiều,
Các mẫu iPhone sau này đã tạo ra sự cuồng nhiệt đáng kể từ người hâm mộ, với nhiều khách hàng xếp hàng trước các cửa hàng Apple vào ngày ra mắt. Tính đến năm 2021, iPhone có lòng trung thành thương hiệu cao hơn bất kỳ điện thoại thông minh nào khác.
Thành công của iPhone đã dẫn đến sự suy giảm của những ông lớn như Nokia, BlackBerry, và Motorola. RIM, Symbian và Microsoft đều đã cố gắng phát triển các hệ điều hành hiện đại hơn để cạnh tranh với iPhone, như Maemo, Windows Phone, và BlackBerry 10; tất cả đều không thành công. Google đã thành công bắt đầu lại với dự án Android của họ, và thiết kế nó để được các nhà mạng và nhà sản xuất phần cứng điện thoại chấp nhận rộng rãi. Ngày nay, iOS và Android chiếm 99% điện thoại thông minh được sử dụng trên toàn thế giới.

### Việc bán hàng
Mục tiêu ban đầu của Steve Jobs là đạt được 1% thị phần điện thoại vào năm 2008. Apple đã bán được 6,1 triệu chiếc iPhone đời đầu từ quý 3 năm tài chính 2007 đến quý 4 năm tài chính 2008, và 11,3 triệu chiếc iPhone 3G trong quý 4 năm tài chính 2008 và quý 1 năm tài chính 2009. Năm 2008, iPhone đạt 1,1% thị phần điện thoại di động toàn thế giới, và 8,2% thị phần điện thoại thông minh. Trong thời gian này, iPhone đã nhanh chóng trở nên phổ biến ở Bắc Mỹ và đứng thứ hai về thị phần tại Mỹ vào năm 2009, sau BlackBerry; vào năm 2010, iPhone 3GS là chiếc điện thoại thông minh bán chạy nhất tại Mỹ, lần đầu tiên một thiết bị iPhone đạt vị trí dẫn đầu thị trường này.
Doanh số iPhone tăng liên tục qua từng năm kể từ khi ra mắt cho đến quý 2 năm tài chính 2016. iPhone đã vượt qua BlackBerry trong quý 4 năm tài chính 2008 trong một thời gian ngắn, và vượt qua hoàn toàn bắt đầu từ quý 3 năm tài chính 2010. Đến năm 2011, Apple đã bán được 100 triệu chiếc iPhone trên toàn thế giới, và trở thành nhà cung cấp điện thoại di động lớn nhất thế giới về doanh thu, vượt qua Nokia, người dẫn đầu lâu năm. Quý 1 năm tài chính 2012 là quý có doanh thu cao nhất trong lịch sử của Apple, với 53% doanh thu của công ty đến từ việc bán iPhone. Doanh số điện thoại có tính mùa vụ cao, đạt đỉnh vào mùa lễ (quý 1 của Apple). Với việc phát hành iPhone 13 trong quý 1 năm tài chính 2022, Apple đã tạm thời vượt qua Samsung, với 84,9 triệu chiếc được xuất xưởng so với 68,9 triệu chiếc của Samsung. Trong hầu hết các quý, Apple là nhà cung cấp điện thoại thông minh lớn thứ hai theo số lượng.
Ngày nay, Samsung và Apple thống trị thị trường điện thoại thông minh, với thị phần toàn cầu lần lượt là 21,8% và 15,6%. Do dòng sản phẩm của Apple nhỏ, Apple thường thống trị danh sách các mẫu điện thoại thông minh bán chạy nhất. Mặc dù thị phần thấp hơn, nhưng vị thế cao cấp của iPhone đã giúp nó chiếm gần một nửa doanh thu điện thoại thông minh toàn cầu, và 80% lợi nhuận điện thoại thông minh toàn cầu, với Samsung chiếm 20% còn lại. Các nhà mạng cạnh tranh với nhau để trợ giá cho các nâng cấp iPhone, đây được coi là một yếu tố quan trọng trong doanh số bán iPhone, mặc dù điều này đã làm giảm lợi nhuận của nhà mạng. Vào ngày 27 tháng 7 năm 2016, Apple thông báo rằng họ đã bán được chiếc iPhone thứ 1 tỷ của mình.
So với các sản phẩm công nghệ cao khác, tỷ lệ người dùng iPhone là nữ giới cao hơn.  iPhone được cả người tiêu dùng và người dùng doanh nghiệp sử dụng. Người dùng iPhone giàu có hơn và dành nhiều thời gian hơn cho điện thoại của họ so với người dùng Android. iPhone đặc biệt phổ biến ở Mỹ, nơi nó có 50% thị phần, và được 87% thanh thiếu niên sử dụng. Trên toàn thế giới, iPhone chiếm 78% thị trường điện thoại thông minh cao cấp (1.000 đô la Mỹ trở lên).
Android đã vượt qua lượng iPhone được cài đặt vào năm 2010, theo NPD Group. Trong cuộc họp báo kết quả kinh doanh của Apple vào ngày 27 tháng 1 năm 2021, Tim Cook cho biết có 1 tỷ chiếc iPhone đang được sử dụng trên toàn thế giới.

### Các thị trường mới nổi
Trong khi các nhà sản xuất khác sản xuất điện thoại giá rẻ riêng, điện thoại giá rẻ của Apple là các mẫu của những năm trước, một phần trong nỗ lực tăng thị phần của mình ở các thị trường mới nổi mà không làm loãng thương hiệu cao cấp của mình. Công ty cũng xem xét thị hiếu của thị trường mới nổi trong thiết kế sản phẩm của mình; ví dụ, họ đã giới thiệu iPhone màu vàng sau khi thấy rằng vàng được coi là một dấu hiệu phổ biến của một sản phẩm xa xỉ trong số khách hàng Trung Quốc. Năm 2017, Apple bắt đầu sản xuất các mẫu iPhone của những năm trước tại Ấn Độ; vào năm 2022, công ty cũng bắt đầu sản xuất iPhone 14 hiện tại tại đó. Các nhà phân tích suy đoán rằng điều này một phần là do Apple muốn giảm bớt sự phụ thuộc của mình vào Trung Quốc và vượt qua thuế nhập khẩu của Ấn Độ. Năm 2023, chính phủ Trung Quốc đã cấm các công chức sử dụng iPhone trong một động thái được coi là nỗ lực giảm bớt sự phụ thuộc vào công nghệ nước ngoài và tăng cường an ninh mạng.